# Полицајац манијак
Полицајац манијак (енгл. Maniac Cop) је амерички хорор филм из 1988, режисера Вилијама Лустига са Брусом Кембелом, Томом Аткинсом, Лорен Ландон и Робертом З'Даром у главним улогама.
И поред поприлично негативних критика и зараде ниже од самог буџета, Полицајац манијак је постао култни филм. 2 године касније добио је наставак под називом Полицајац манијак 2, а тренутно се ради на римејку филма.

## Радња
Њујорк је задесила серија бруталних убистава и сви сведоци тврде да их је починила особа у полицијској униформи. Као дежурни кривац послужио је недужни полицајац Џек Форест (Брус Кембел), али његов пријатељ, поручник Франк Мекро, и девојка, официр Тереза Мелори, дају све од себе да открију ко је прави убица и тако спасу Џека.
Мекро на крају сазнаје да је иза убистава Мет Кордел, некадашњи полицајац, који је невино оптужен и затворен у Синг Синг, где га је група других затвореника убила док се туширао. Он се вратио из мртвих и уместо да убија криминалце, убице и друге преступнике, како му тражи његова бивша вереница, коју једину слуша, он убија недужне људе, али му је крајњи циљ убиство градоначелника Џерија Килијума, због кога је и послат у Синг Синг.

## Улоге
| Глумац           | Улога                |
| ---------------- | -------------------- |
| Брус Кембел      | Џек Форест           |
| Том Аткинс       | детектив Френк Мекро |
| Лорен Ландон     | Тереза Малори        |
| Ричард Раундтри  | комесар Пајк         |
| Вилијам Смит     | капетан Рипли        |
| Роберт З'Дар     | Метју „Мет” Кордел   |
| Нина Арвенсен    | Регина Шепард        |
| Шери Норт        | Сари Ноланд          |
| Викторија Кетлин | Елен Форест          |